# Даниил (Брум)
Архиепи́скоп Дании́л (англ. Archbishop Daniel, в миру Дэвид Энтони Брум, англ. David Anthony Brum; 16 ноября 1954, Фресно, Калифорния) — епископ Православной церкви в Америке, епископ Чикагский и Среднего Запада

## Биография
Родился 16 ноября 1954 года в городе Фресно (штат Калифорния). Был старшим из трёх детей в семье Орвиля Антонио и Марджори Брум. Был воспитан в римо-католицизме. Вырос в Ривердейле (штат Калифорния), где преобладали выходцы из Португалии. Там в 1973 году окончил среднее образование, окончив школу высшей ступени.
Поступил в римо-католическую колледж-семинарию святого Патрика в Маунтин-Вью (штат Калифорния). На первом году обучения там впервые столкнулся с Православием и нередко посещал службы в Никольском храме в Саратоге, где протоиерей Георгий Беннигсен привечал его и подвигал к дальнейшему исследованию Православного Христианства. С начала 1970-х годов начал читать Святых отцов. В 1977 году выпустился со степенью бакалавра со специализацией по истории, философии и английской литературе. Продолжил образование в римо-католической семинарии святого Патрика в Менло-Парке (штат Калифорния), где продолжал изучать церковную историю.
8 ноября 1980 года в католическом храме святой Анны в Риверсдэйле был возведён в сан диакона. В 1981 году окончил Семинарию святого Патрика со степенью магистра богословия (Master of Divinity) и 19 сентября того же года в церкви святого Алоизия в Туларе был поставлен в римо-католического священника. Служил на ряде должностей, в первую очередь — в среде португало-американцев. Являлся директором епархиального Отдела священнических призваний и редактором португалоязычной страницы епархиального вестника.
В 1992 году был направлен своим епископом на продолжение образования. Поступил в Католический университет Америки в Вашингтоне (округ Колумбия). В эти годы исследовал каноны Вселенских Соборов, что способствовало утверждению в нём намерения обратиться в Православие.
В 1995 году окончил Католический университет со степенью лиценциата канонического права (JCL) и, по возвращении в свою епархию, был включён в состав епархиального суда, проходя служение в небольшом миссионерском приходе в сельской местности.
В 1997 году обратился с просьбой о принятии в Православную Церковь в Америке. 12 апреля 1997 в субботу акафиста того же года в Монастыре святителя Иоанна Шанхайского был присоединён к Церкви в сане священника епископом Сан-Францисским Тихоном (Фицжеральдом). Краткосрочно служил в Никольском храме города Саратога (штат Калифорния). Вскоре был направлен в Лас-Вегас, в церковь святого апостола Павла.
В августе 1998 года был переведён в епархию Нью-Йорка и Нью-Джерси и назначен настоятелем миссионерского прихода святого Григория Паламы во Флемингтоне (штат Нью-Джерси).
В 2000 году был назначен секретарём предстоятеля Православной Церкви в Америке митрополита Феодосия (Лазора). Одновременно служил в ряде комитетов и комиссий, включая Каноническо-уставную комиссию, Правовой совет, Комиссию по канонизации святых, а также на других постах.
В декабре 2005 года, с началом кризиса, связанного с финансовыми злоупотреблениями, пожелал вернуться к приходскому служению.
В июле 2006 года был переведён в Епархию Запада и назначен настоятелем Петропавловского храма в Финиксе (штат Аризона).
В октябре 2006 года был включён в состав епархиального совета. В дальнейшем служил в секретарём епархиального совета, координатором епархиальной бухгалтерии.
24 июля 2012 года в дополнение к прочим обязанностям назначен благочинным Пустынного округа Епархии Запада.
7 апреля 2014 года архиепископом Вениамином (Питерсоном) в Монастыре святого Иоанна Шанхайского в Мэнтоне, Калифорния, был пострижен в монашество с именем Даниил в честь благоверного князя Даниила Московского.
21 октября 2014 года решением Священного Синода был избран епископом Санта-Роузским, викарием Епархии Запада. Местопребыванием ему был определён Петропавловский храм в городе Финикс.
23 октября 2014 года епископом Марком (Мэймоном) был возведён в сан архимандрита.
24 января 2015 года в соборе Святой Троицы в Сан-Франциско хиротонисан во епископа Санта-Роузского, викария Епархии Запада. Хиротонию совершили: митрополит всей Америки и Канады Тихон, архиепископ Сан-Францисский и Запада Вениамин (Питерсон), епископ Наро-Фоминский Иоанн (Рощин) (Русская православная церковь), архиепископ Детройтский и Румынский Нафанаил (Попп), архиепископ Питсбургский и Западной Пенсильвании Мелхиседек (Плеска), епископ Нью-Йоркский и Нью-Джерси Михаил (Дахулич), епископ Ситкинский и Аляски Давид (Махаффи), епископ Чикагский и Среднего Запада Павел (Гассиос).
27 апреля 2022 года назначен местоблюстителем епархии Среднего Запада. 18 июля 2022 года епархия Среднего Запада созвала специальное собрание под председательством митрополита Тихона, чтобы рассмотреть кандидатуру на пост правящего архиерея. Епархиальное собрание назначило епископа Санта-Роузского Даниила. Позже в тот же день Священный Синод Епископов Православной Церкви в Америке, собравшийся на Специальную сессию летом 2022 года под председательством митрополита Тихона, канонически избрал епископа Даниила епископом Чикагским и Среднего Запада. 1 октября того же года в Троицком соборе в Чикаго состоялась его интронизация.
11 ноября 2022 года единогласным решением Священный Синод ПЦА возведён в сан архиепископа.